# Brokopondo (district)
Brokopondo est un district du Suriname  ayant pour capitale Brokopondo.
Il encercle complètement le lac du même nom, occasionné par la construction d'un barrage hydroélectrique.

## Subdivisions
Le district comporte 6 subdivisions (en néerlandais ; ressorten) :

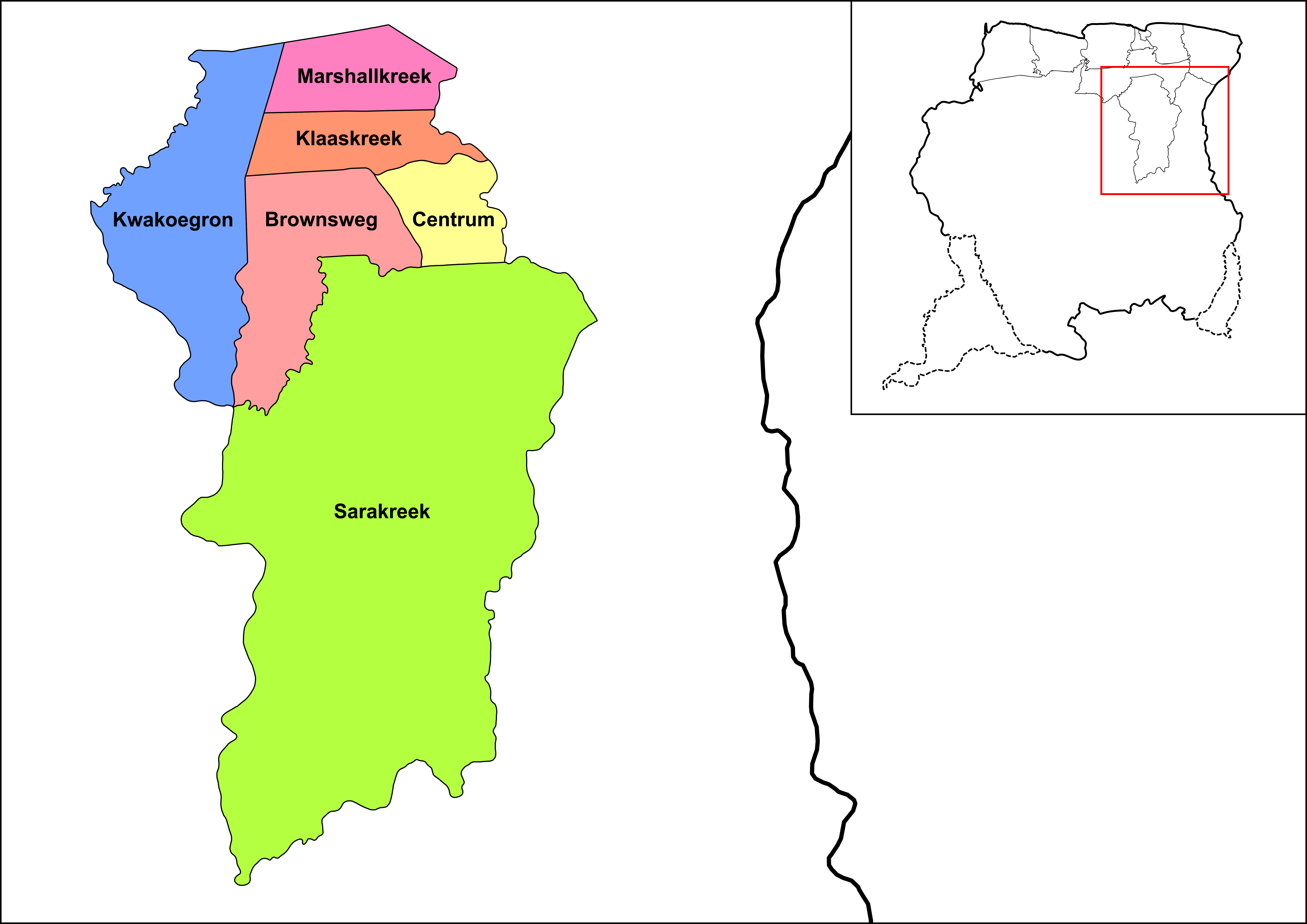
Subdivisions du district de Brokopondo

- Brownsweg
- Centrum
- Klaaskreek
- Kwakoegron
- Marshallkreek
- Sarakreek